# Зебжидовский, Ян
Ян Зебжидовский (1583 — 6 сентября 1641) — польский магнат, мечник великий коронный (1625—1641), полковник польских войск (1633), староста ново-корчинский и ланцкоронский.

## Биография
Представитель польского магнатского рода Зебжидовских герба «Радван». Единственный сын маршалка великого коронного и воеводы краковского Николая Зебжидовского (1553—1620) и Дороты Гербурт (ум. 1610).
Получил хорошее домашнее образование. В возрасте 13 лет поступил на учёбу в Краковский университет. С 1601 года его учителем был ксендз Щенсный Зебровский, математик из Виленского университета, а позднее — ксендз Томаш Буцкий, кустош храма св. Михаила в Вавеле и пробст в Пацануве. В 1603 году стал членом иезуитского Братства Марии. Был верным товарищем, защитником и покровителем Иезуитского ордена, предоставлял ежегодную милостыню собору св. Варвары.
В 1604 году во время австро-турецкой войны Ян Зебжидовский во главе собственной хоругви, названной милицией св. Михаила, прибыл под Эстергом в Венгрии. После его прибытия турки-османы сняли осаду с крепости и отступили. В 1605 году Николай Зебжидовский, готовивши своего сына к духовной карьере, отправил его в паломничество в костёл св. Михаила в Монте-Гаргано (Италия). По дороге Ян Зебжидовский посетил Испанию, Францию и Германию, а в 1608 году вернулся на родину.
В 1625 году Ян Зебжидовский получил от польского короля Сигизмунда Вазы должность мечника великого коронного. В 1633 году стал полковником коронных войск.
6 сентября 1641 года скончался в Новом Корчине, был похоронен в Кальварии-Зебжидовской, основанной его отцом.

## Семья
Ян Зебжидовский был дважды женат. До 1614 года первым браком женился на Барбаре Любомирской, дочери каштеляна войницкого Себастьяна Любомирского (ок. 1546—1613) и Анны Браницкой (1567—1639). Дети:
- София Зебжидовская (род. 1612), жена старосты варецкого Петра Шишковского
- Михаил Зебжидовский (1613—1667), мечник великий коронный (1647), генеральный староста краковский (1664), воевода краковский (1667), староста ланцкоронский
- Анна Зебжидовская (1614 — до 1655), 1-й муж староста стежицкий Ибрагим Голуховский, 2-й муж с 1649 года староста стопницкий Кшиштоф Балдуин Оссолинский (ум. 1650)
- Франтишек Флориан Зебжидовский (1615—1650), каштелян люблинский (1647), староста ново-корчинский
- Регина Анастасия Зебжидовская (род. 1617), монахиня

В 1629/1630 году после смерти своей первой жены вторично женился на Еве Катаржине Варшицкой (ум. 1643), от брака с которой детей не имел.